# William Redmond
Pour les articles homonymes, voir Redmond.
William Archer Redmond, né à Waterford le 1er janvier 1886 et mort le 17 avril 1932, est un homme politique britannique puis irlandais.

## Biographie
Il est le fils unique de John Redmond, député nationaliste irlandais au Parlement du Royaume-Uni au moment de sa naissance, et de l'épouse australienne de celui-ci, Johanna née Dalton. Dans les traces de son père, de son oncle Willie et de son grand-père William, William Redmond entre en politique ; il est élu député de Tyrone-est à la Chambre des communes du Royaume-Uni aux élections législatives de décembre 1910, sous l'étiquette du Parti parlementaire irlandais (PPI) que préside son père. Il vote en faveur de la loi d'autonomie pour l'Irlande, adoptée en 1914 mais dont la mise en application est retardée lorsque éclate la Première Guerre mondiale.
Le PPI encourage l'engagement de soldats volontaires irlandais dans les forces armées britanniques pour la Guerre. William Redmond s'engage dans l'armée volontaire et est déployé sur le front de l'Ouest comme soldat dans les Fusiliers Royaux de Dublin. Il devient par la suite capitaine dans l'unité des Gardes irlandais et est décoré de l'ordre du Service distingué. Comme les autres membres du parti, il souhaite l'indépendance de l'Irlande par la voie politique et pacifique, et est hostile à la violence de l'insurrection de Pâques en 1916. Ainsi c'est en uniforme de l'armée britannique qu'il se présente avec succès comme candidat à l'élection partielle dans la circonscription de Waterford, laissée vacante par la mort de son père en mars 1918. Il remporte largement l'élection face au candidat du Sinn Féin, le parti nationaliste radical.
Aux élections législatives britanniques de décembre 1918, toutefois, le PPI est balayé, ne conservant que sept sièges (contre soixante-quatorze auparavant), tandis que le Sinn Féin remporte soixante-treize sièges. William Redmond conserve son siège, et est le seul membre du PPI à remporter une circonscription irlandaise en-dehors de l'Ulster. (Le PPI compte cinq élus issus de l'Ulster et un, T. P. O'Connor, élu à Liverpool en Angleterre.) Les élus du Sinn Féin refusent de siéger au Parlement britannique ; ils proclament unilatéralement une République irlandaise et s'assemblent en un parlement irlandais. William Redmond et les trente-et-un autres députés irlandais non-membres du Sinn Féin siègent à la Chambre des communes à Londres, reconnaissant la souveraineté britannique sur l'île d'Irlande. Redmond, toutefois, critique vivement, à la Chambre, les abus de la politique militaire britannique dans le cadre de la guerre d'indépendance irlandaise, qui éclate en janvier 1919.
La guerre s'achève avec le traité de Londres en décembre 1921, par lequel le Royaume-Uni reconnaît l'indépendance de l'Irlande, mais sous la forme de l'État libre d'Irlande -un dominion- et non d'une république. À l'issue de la guerre civile irlandaise qui en résulte, William Redmond est élu député sans étiquette de Waterford aux élections législatives irlandaises d'août 1923, et siège au Dáil Éireann. En 1926 il co-fonde avec Thomas O'Donnell le Parti de la ligue nationale, favorable à de bonnes relations avec le Royaume-Uni, et au maintien de l'Irlande dans le Commonwealth des nations. Le nouveau parti rassemble d'anciens membres ou partisans du PPI, des vétérans de la Première Guerre mondiale, mais aussi des unionistes, et siège sur les bancs de l'opposition au gouvernement de William T. Cosgrave. En 1927, le parti tente et échoue de former un gouvernement avec le Parti travailliste. Le Parti de la ligue, peu soutenu, se dissout en 1931, et Redmond rejoint le parti conservateur modéré Cumann na nGaedhael - le parti de William Cosgrave.
Il meurt l'année qui suit. Sa veuve Bridget Redmond est élue députée de Waterford à sa succession.